# Russell Coutts
Russell Coutts (Wellington, Nova Zelanda, 1 de març de 1962) és un regatista neozelandès. Ha guanyat el guardó com Regatista Mundial de l'Any de la ISAF el 1995 i 2003. És director de l'equip Oracle Challenge des de 2007.

## Nous monotips
El  2005 el dissenyador eslovè Andrej Justin va dissenyar amb la seva col·laboració, un nou vaixell anomenat RC44; un monotip de regata d'alt rendiment creat per a la competició d'alt nivell en regates internacionals sota regles de classes estrictament controlades. Participant en el disseny d'altres monotips, així l'organització d'algunes regates d'aquests i com entrenador de l'equip de Nova Zelanda a l'Open BIC d'Arenys de Mar

## Palmarès
Va ser medalla d'or en els Jocs Olímpics de Los Angeles 1984 en la classe Finn, i va vèncer en la màxima competició de vela del món, la Copa Amèrica, en cinc ocasions: el 1995 com a patró del Team New Zealand, en 2000 com a patró del Team New Zealand, en 2003 com a patró del Alinghi i en 2010 i 2013 com a director (CEO) del Oracle Challenge.

## Reconeixements
- El 1985 va ser nomenat membre de l'Orde de l'Imperi Britànic i el 1995 elevat a comendador.[5]
- El 2000 va ser nomenat Companion de l'Ordre del Mèrit de Nova Zelanda i el 2009 triat Distinguished Companion.[6]